# Swavesey
Swavesey – wieś i civil parish w Anglii, w hrabstwie Cambridgeshire, w dystrykcie South Cambridgeshire. Leży 14 km na północny zachód od miasta Cambridge i 89 km na północ od Londynu. W 2011 civil parish liczyła 2463 mieszkańców. Swavesey jest wspomniana w Domesday Book (1086) jako Suavesy(e).